# Rachida Drii Hadj
Rachida Drii Hadj, née le 3 juin 1979 à Martigues est une ancienne joueuse internationale française de handball. Elle évoluait au poste d'arrière.

## Biographie
En 1999, elle rejoint l'ASPTT Metz, club phare du handball français.
En 2006, elle quitte Yutz pour retrouver Metz.
En 2007, elle rejoint Dijon avant de retrouver Yutz après deux saisons en Bourgogne.
En 2005, elle est appelée en équipe de France et compte cinq sélections pour cinq buts.

## Palmarès

### En club
compétitions nationales
- championne de France en 2000, 2002, 2004 et 2007 (avec Metz Handball)
- vainqueur de la coupe de la Ligue en 2007 (avec Metz Handball)

### En sélection
autres
- 8e place du championnat d'Europe junior en 1998[6]